# 五味隆典
五味 隆典（ごみ たかのり、1978年9月22日 - ）は、日本の男性総合格闘家。神奈川県愛甲郡愛川町出身。東林間ラスカルジム主宰。2001年に第5代修斗世界ウェルター級王座を獲得し、2005年のPRIDE GP ライト級トーナメント優勝を経て、2006年に初代PRIDE世界ライト級王者に認定。

## 来歴
中学時代は野球部で投手をしていた。テレビでボクシングを見て直感的に格闘技が自分の進むべき道だと思い、進学する高校が決まると相模原ヨネクラボクシングジムに入門し、格闘技の道を進み始める。本人は「何も挑戦しないまま人生終えるのが嫌だと思ってボクシングに挑戦した」と語っている。
16歳の時に木口道場レスリング教室に入門。木口宣昭会長のもとでレスリングを学び、総合格闘技を始める。格闘家として生きていくことを決め、高校を1年で中退。父からは警察官になって欲しいと思われていたことから父と不仲になり、絶縁。

### プロデビュー
1998年11月27日に修斗で総合格闘家としてプロデビュー。1999年6月1日、プロ4戦目でSuperBrawl 12にてステファン・パーリングにスリーパーホールドで一本勝ち。
1998年12月11日、プロ6戦目でVALE TUDO JAPAN '99にてジョニー・エドゥアウドにスリーパーホールドで一本勝ち。
2001年8月26日に修斗ウェルター級王座決定戦を三島☆ド根性ノ助と行う予定であったが、三島の左脇腹の負傷により中止となった。
2001年12月16日、修斗ウェルター級（-70kg）王座決定戦で佐藤ルミナに判定3-0で勝利し、同級王座獲得。
2002年はレオナルド・サントス、クリス・ブレナンに判定勝ちし、12月14日には前年に中止となった三島☆ド根性ノ助戦を迎える。2Rにフックでダウンを奪い、その後タックルにきた三島にパンチを浴びせTKO勝利し、王座の初防衛に成功した。
2003年8月10日、修斗世界ウェルター級タイトルマッチで挑戦者のヨアキム・ハンセンに敗れ、デビュー以来の連勝は13でストップ、王座から陥落した。
2003年10月10日、ハワイで開催されたRumble on the Rock 4のROTR世界ライト級王座決定戦でBJ・ペンと対戦。何度もバックマウントを取られパンチを浴び、最後はチョークスリーパーで一本負け。

### PRIDE
2004年2月15日、PRIDE初出場となったPRIDE 武士道 -其の弐-でシュートボクセ・アカデミーのジャドソン・コスタにマウントパンチでTKO勝ち。その後、それまで総合で無敗であったハウフ・グレイシーに試合開始6秒でKO勝ちし、元UFC世界ライト級王者ジェンス・パルヴァーにも1ラウンドでKO勝ちするなど、6連続1ラウンドでのKOまたは一本勝ちを記録。
2005年9月25日、PRIDE 武士道 -其の七-で開催されたPRIDEライト級（-73kg）トーナメントに出場。1回戦で修斗世界ウェルター級王者の川尻達也と対戦し、1ラウンドにチョークスリーパーで一本勝ち。準決勝ではルイス・アゼレードに僅差の判定勝ち。大晦日のPRIDE 男祭り 2005で行われた決勝戦では、修斗時代の先輩でもある桜井"マッハ"速人と対戦。1ラウンドにパンチラッシュでKO勝利し、PRIDE10連勝を飾るとともにトーナメントを優勝。
2006年3月31日に初代PRIDEライト級王座に認定された。
2006年4月2日、PRIDE 武士道 -其の拾-でZST GP王者マーカス・アウレリオとノンタイトル戦で対戦し、肩固めで見込み一本負け。
2006年8月26日、PRIDE 武士道 -其の十二-で修斗欧州ミドル級（-76kg）王者デビッド・バロンと対戦し、チョークスリーパーで一本勝ち。
2006年11月5日、PRIDE 武士道 -其の十三-のPRIDEライト級タイトルマッチで挑戦者のマーカス・アウレリオと再戦。試合は両者共に前に踏み出せずに膠着が続いたものの、2-1の判定勝ちで王座の初防衛に成功した。
2006年12月31日、PRIDE 男祭り 2006で石田光洋と対戦し、1ラウンドKO勝ち。
2007年2月24日、アメリカ合衆国ネバダ州ラスベガスのトーマス&マック・センターで開催されたPRIDE.33で試合前からジョルジュ・サンピエールらUFC王者と戦いたいとコメントをしていたが、五味の希望は叶わず、ニック・ディアスと対戦。スタンドでダウンを奪ったがフットチョークにより一本負け。試合後、ディアスがドーピング検査でマリファナの陽性反応を示し、ネバダ州アスレチック・コミッションの裁定により4月9日付けで無効試合に変更された。
3月21日、第13回全日本コンバットレスリング選手権の73kg級で優勝。その後はPRIDEの消滅もあり、2007年は試合はすることは無かった。12月29日にラスベガスで行われたUFC 79に来場したが、最終的に参戦には至らなかった。

### 戦極
2008年1月31日、戦極への参戦が発表された。エースとしての扱いを受け、3月5日の旗揚げ戦・戦極 〜第一陣〜でドゥエイン・ラドウィックと対戦。1Rに左フックでダウンを奪い、出血によるドクターストップでTKO勝ち。8月24日の戦極 〜第四陣〜ではDEEPライト級王者ハン・スーファンに判定勝利、11月1日の戦極 〜第六陣〜ではセルゲイ・ゴリアエフに1-2の判定で敗れ、2年半振りの敗戦。試合後、同大会で五味への挑戦権を賭けたライト級グランプリの優勝を決めた北岡悟との対戦が2009年1月4日に行われることが決定した。
2008年11月30日、全日本コンバットレスリング・オープン選手権73kg級に出場。決勝で永田克彦と対戦し、ポイント1-0で判定勝利し、優勝。
2009年1月4日、戦極の乱2009の戦極ライト級タイトルマッチで北岡悟と対戦し、アキレス腱固めで一本負け。
2009年5月10日、5年9か月ぶりの参戦となった修斗で修斗世界ウェルター級王者の中蔵隆志と対戦し、パウンドでTKO勝ち。
2009年8月1日に開催予定であったAffliction: Trilogyでハファエロ・オリヴェイラと対戦予定であったが、大会が中止となった。
2009年10月30日、VALE TUDO JAPAN 09でKOTC世界ライト級王者トニー・ハービーと対戦し、3Rまでは優勢に試合を進めるも4Rから失速し、3-0の判定勝ち。試合前には「いい勝ち方をしてリング上で言いたいことがある」と発言していたが、試合後のリング上で「大晦日に魔裟斗選手と…無理だよ。やめる!」と大晦日での引退を公表している魔裟斗との対戦を考えていたものの、納得した勝ち方ができなかったことで尻すぼみの発言となった。

### UFC
2010年3月31日、UFC初出場となったUFC Fight Night: Florian vs. Gomiでケニー・フロリアンと対戦し、チョークスリーパーで一本負け。
2010年8月1日、UFC Live: Jones vs. Matyushenkoでタイソン・グリフィンと対戦し、開始1分余りに右フックでKO勝利。ノックアウト・オブ・ザ・ナイトを受賞した。
2011年1月1日、UFC 125でクレイ・グイダと対戦し、2R終盤にギロチンチョークで一本負け。
2011年9月24日、UFC 135でネイト・ディアスと対戦。腕ひしぎ十字固めで一本負け。
2012年2月26日、日本で開催されたUFC 144で光岡映二と対戦し、2RTKO勝ち。当初はジョージ・ソテロポロスとの対戦が予定されていたが、ソテロポロスが怪我で欠場となり、光岡との対戦となった。
2012年11月10日、UFC on Fuel TV 6でマック・ダンジグと対戦し、2-1の判定勝ち。ファイト・オブ・ザ・ナイトを受賞した。
2013年3月3日、日本で開催されたUFC on Fuel TV 8でディエゴ・サンチェスと対戦。計量でサンチェスが契約体重オーバーとなり計量をパスできず、罰則としてサンチェスが五味にファイトマネーの20%を支払う事で試合が成立した。試合では1-2の判定負け。僅差の判定であったためこの試合は五味の勝利と見る見解があり、会場ではサンチェス勝利となった瞬間にブーイングが起こった。海外のMMAサイトの採点結果では12人中12人の記者が五味勝利としており、手数や有効打など五味の方が上回っていたという集計も出た。UFC代表のダナ・ホワイトは「なぜあれでサンチェスの勝ちになるんだ？実に馬鹿げてる」と発言。試合中に五味は右手甲の中手骨を粉砕骨折したため、再起戦は遠のいた。
2014年4月26日、1年1か月ぶりの復帰戦となったUFC 172でアイザック・ヴァリーフラッグと対戦し、3-0の判定勝ち。自身2度目のファイト・オブ・ザ・ナイトを受賞した。
2014年9月20日、日本で開催されたUFC Fight Night: Hunt vs. Nelsonにてライト級ランキング9位のマイルズ・ジュリーと対戦し、TKO負け。キャリア初のKO負けとなった。
2016年7月9日、UFC 200でジム・ミラーと対戦し、グラウンド状態からのパウンドでTKO負け。
2016年12月31日、KYOKUGEN 2016で魔裟斗とエキシビションマッチを行い、初のキックボクシングルールで対戦。5R引き分け。

### RIZIN
2017年12月31日、RIZIN初参戦となったRIZIN FIGHTING WORLD GRAND-PRIX 2017 Final ROUNDで矢地祐介と対戦し、カウンターの右フックを効かせて追撃のパウンドで攻めたが、三角絞めで1R一本負け。
2018年7月29日、RIZIN.11でメルヴィン・ギラードと対戦。前日計量でギラードが契約体重を950グラムオーバーとなり計量をパスできず、五味は試合当日の昼過ぎまで試合をやらないつもりでいたが、最終的に了承して試合を行った。試合は打撃が得意なギラードを相手にスタンド勝負を挑み、お互いに大振りのパンチを繰り出し殴り合いを展開。ギラードのパンチを受けてぐらつき、痛めている膝が一瞬外れる場面もあったが、最後はパンチのラッシュで失神させKO勝ち。「真夏に判定はダメだよ。KOじゃなきゃ」とマイクアピールで締めた。
2020年12月31日、RIZIN.26で皇治とボクシングルールで対戦し、3R判定勝ち。
2021年12月31日、RIZIN.33で那須川天心とボクシングルールのエキシビションマッチで対戦。2Rで決着が付かず規定によりドロー(勝敗なし)。

## 選手としての特徴
PRIDE武士道においてはKO率8割、その全てが1Rで決着するというストライカーであった。KO勝利を「スカ勝ち」と呼び、2004年12月31日のPRIDE 男祭り 2004では勝利後にリング上で「大晦日に判定？駄目だよ、KOじゃなきゃ！」と発言している。

## 人物
THE MAD CAPSULE MARKETSのファン。トランクスにロゴを入れ、PRIDE時代から入場曲に「SCARY -Delete streamin' freq. from fear side-」を使用している。矢沢永吉とマニー・パッキャオを尊敬している。マネージャーは中学からの親友・市川広樹。『Abaddon』でも登場している。

## 戦績

### プロ総合格闘技
| 総合格闘技 戦績 | 総合格闘技 戦績 | 総合格闘技 戦績 | 総合格闘技 戦績 | 総合格闘技 戦績 | 総合格闘技 戦績 | 総合格闘技 戦績 |
| --------------- | --------------- | --------------- | --------------- | --------------- | --------------- | --------------- |
| 52 試合         | (T)KO           | 一本            | 判定            | その他          | 引き分け        | 無効試合        |
| 36 勝           | 14              | 6               | 16              | 0               | 0               | 1               |
| 15 敗           | 4               | 8               | 3               | 0               | 0               | 1               |

| 勝敗 | 対戦相手                                   | 試合結果                             | 大会名                                                                 | 開催年月日     |
| ○    | メルヴィン・ギラード                       | 1R 2:33 KO（スタンドパンチ）         | RIZIN.11                                                               | 2018年7月29日  |
| ×    | 矢地祐介                                   | 1R 2:36 三角絞め                     | RIZIN FIGHTING WORLD GRAND-PRIX 2017 Final ROUND                       | 2017年12月31日 |
| ×    | ’’マエストロ’’キム・ドンヒョン             | 1R 1:30 TKO （パウンド）             | UFC Fight Night: Saint Preux vs. Okami                                 | 2017年9月23日  |
| ×    | ジョン・タック                             | 1R 1:12 リアネイキッドチョーク       | UFC Fight Night: Holm vs. Correia                                      | 2017年6月17日  |
| ×    | ジム・ミラー                               | 1R 2:18 TKO（パウンド）              | UFC 200: Tate vs. Nunes                                                | 2016年7月9日   |
| ×    | ジョー・ローゾン                           | 1R 2:37 TKO（パウンド）              | UFC on FOX 16: Dillashaw vs. Barao 2                                   | 2015年7月25日  |
| ×    | マイルズ・ジュリー                         | 1R 1:32 TKO（右ストレート→パウンド） | UFC Fight Night: Hunt vs. Nelson                                       | 2014年9月20日  |
| ○    | アイザック・ヴァリーフラッグ               | 5分3R終了 判定3-0                    | UFC 172: Jones vs. Teixeira                                            | 2014年4月26日  |
| ×    | ディエゴ・サンチェス                       | 5分3R終了 判定1-2                    | UFC on Fuel TV 8: Silva vs. Stann                                      | 2013年3月3日   |
| ○    | マック・ダンジグ                           | 5分3R終了 判定2-1                    | UFC on Fuel TV 6: Franklin vs. Le                                      | 2012年11月10日 |
| ○    | 光岡映二                                   | 2R 2:21 TKO（パウンド）              | UFC 144: Edgar vs. Henderson                                           | 2012年2月26日  |
| ×    | ネイト・ディアス                           | 1R 4:27 腕ひしぎ十字固め             | UFC 135: Jones vs. Rampage                                             | 2011年9月24日  |
| ×    | クレイ・グイダ                             | 2R 4:27 ギロチンチョーク             | UFC 125: Resolution                                                    | 2011年1月1日   |
| ○    | タイソン・グリフィン                       | 1R 1:04 KO（右フック）               | UFC Live: Jones vs. Matyushenko                                        | 2010年8月1日   |
| ×    | ケニー・フロリアン                         | 3R 2:52 チョークスリーパー           | UFC Fight Night: Florian vs. Gomi                                      | 2010年3月31日  |
| ○    | トニー・ハービー                           | 5分5R終了 判定3-0                    | VALE TUDO JAPAN 09                                                     | 2009年10月30日 |
| ○    | 中蔵隆志                                   | 2R 4:42 TKO（パウンド）              | "修斗伝承 ROAD TO 20th ANNIVERSARY FINAL"                              | 2009年5月10日  |
| ×    | 北岡悟                                     | 1R 1:41 アキレス腱固め               | 戦極の乱2009 【戦極ライト級タイトルマッチ】                            | 2009年1月4日   |
| ×    | セルゲイ・ゴリアエフ                       | 5分3R終了 判定1-2                    | 戦極 〜第六陣〜                                                        | 2008年11月1日  |
| ○    | ハン・スーファン                           | 5分3R終了 判定3-0                    | 戦極 〜第四陣〜                                                        | 2008年8月24日  |
| ○    | ドゥエイン・ラドウィック                   | 1R 2:28 TKO（ドクターストップ）      | 戦極 〜第一陣〜                                                        | 2008年3月5日   |
| －   | ニック・ディアス                           | 無効試合（ディアスの薬物検査失格）   | PRIDE.33 "THE SECOND COMING"                                           | 2007年2月24日  |
| ○    | 石田光洋                                   | 1R 1:14 KO（左ストレート→パウンド）  | PRIDE 男祭り 2006 -FUMETSU-                                            | 2006年12月31日 |
| ○    | マーカス・アウレリオ                       | 2R（10分/5分）終了 判定2-1           | PRIDE 武士道 -其の十三- 【PRIDE世界ライト級タイトルマッチ】            | 2006年11月5日  |
| ○    | デビッド・バロン                           | 1R 7:10 チョークスリーパー           | PRIDE 武士道 -其の十二-                                                | 2006年8月26日  |
| ×    | マーカス・アウレリオ                       | 1R 4:34 肩固め                       | PRIDE 武士道 -其の拾-                                                  | 2006年4月2日   |
| ○    | 桜井"マッハ"速人                           | 1R 3:56 KO（スタンドパンチ連打）     | PRIDE 男祭り 2005 頂-ITADAKI- 【ライト級トーナメント 決勝】            | 2005年12月31日 |
| ○    | ルイス・アゼレード                         | 2R（10分/5分）終了 判定3-0           | PRIDE 武士道 -其の九- 【ライト級トーナメント 準決勝】                  | 2005年9月25日  |
| ○    | 川尻達也                                   | 1R 7:42 チョークスリーパー           | PRIDE 武士道 -其の九- 【ライト級トーナメント 1回戦】                   | 2005年9月25日  |
| ○    | ジーン・シウバ                             | 2R（10分/5分）終了 判定3-0           | PRIDE 武士道 -其の八-                                                  | 2005年7月17日  |
| ○    | ルイス・アゼレード                         | 1R 3:46 KO（スタンドパンチ連打）     | PRIDE 武士道 -其の七-                                                  | 2005年5月22日  |
| ○    | ジェンス・パルヴァー                       | 1R 6:21 KO（左アッパー）             | PRIDE 男祭り 2004 -SADAME-                                             | 2004年12月31日 |
| ○    | チャールズ・"クレイジー・ホース"・ベネット | 1R 5:52 チキンウィングアームロック   | PRIDE 武士道 -其の伍-                                                  | 2004年10月14日 |
| ○    | ファビオ・メロ                             | 1R 8:07 TKO（パウンド）              | PRIDE 武士道 -其の四-                                                  | 2004年7月19日  |
| ○    | ハウフ・グレイシー                         | 1R 0:06 KO（グラウンドの膝蹴り）     | PRIDE 武士道 -其の参-                                                  | 2004年5月23日  |
| ○    | ジャドソン・コスタ                         | 1R 4:55 TKO（マウントパンチ）        | PRIDE 武士道 -其の弐-                                                  | 2004年2月15日  |
| ×    | BJ・ペン                                   | 3R 2:35 チョークスリーパー           | Rumble on the Rock 4                                                   | 2003年10月10日 |
| ×    | ヨアキム・ハンセン                         | 5分3R終了 判定0-2                    | 修斗 世界三大タイトルマッチ 【修斗世界ウェルター級チャンピオンシップ】 | 2003年8月10日  |
| ○    | ニック・アートル                           | 1R 4:59 腕ひしぎ十字固め             | 修斗                                                                   | 2003年2月23日  |
| ○    | 三島☆ド根性ノ助                            | 2R 0:52 TKO（パウンド）              | 修斗 【修斗ウェルター級チャンピオンシップ】                            | 2002年12月14日 |
| ○    | クリス・ブレナン                           | 5分3R終了 判定3-0                    | 修斗 TREASURE HUNT 10                                                  | 2002年9月16日  |
| ○    | レオナルド・サントス                       | 5分3R終了 判定2-0                    | 修斗 TREASURE HUNT 07                                                  | 2002年6月29日  |
| ○    | 佐藤ルミナ                                 | 5分3R終了 判定3-0                    | 修斗 SHOOTO TO THE TOP -THE FINAL ACT- 【修斗ウェルター級王座決定戦】  | 2001年12月16日 |
| ○    | ライアン・ボウ                             | 5分3R終了 判定3-0                    | 修斗 R.E.A.D. 〜2000 SHOOTO〜                                          | 2000年11月12日 |
| ○    | ポール・ロドリゲス                         | 5分3R終了 判定3-0                    | 修斗 R.E.A.D. 〜2000 SHOOTO〜                                          | 2000年7月16日  |
| ○    | アンデウソン・パヴァオン                   | 5分3R終了 判定3-0                    | 修斗 R.E.A.D. 〜2000 SHOOTO〜                                          | 2000年4月2日   |
| ○    | ジョニー・エドゥアウド                     | 3R 1:43 スリーパーホールド           | VALE TUDO JAPAN '99                                                    | 1999年12月11日 |
| ○    | ステファン・パーリング                     | 1R 3:06 スリーパーホールド           | SuperBrawl 12                                                          | 1999年6月1日   |
| ○    | 桑原卓也                                   | 5分3R終了 判定3-0                    | II 修斗 the Renaxis 1999                                               | 1999年3月28日  |
| ○    | 高田和道                                   | 2R 3:42 TKO（パンチ連打）            | 修斗 the Renaxis 1999 "Devilock Fighters"                              | 1999年1月15日  |
| ○    | 鶴屋浩                                     | 5分2R終了 判定3-0                    | 修斗 Las Grandes Viajes 6                                              | 1998年11月27日 |

### プロキックボクシング
| 勝敗 | 対戦相手 | 試合結果      | 大会名        | 開催年月日     |
| △    | 魔裟斗   | 5R終了 ドロー | KYOKUGEN 2016 | 2016年12月31日 |

### エキシビジョン（ボクシング）
| 戦           | 日付           | 勝敗 | 時間 | 内容     | 対戦相手   | 国籍 | 備考                   |
| ------------ | -------------- | ---- | ---- | -------- | ---------- | ---- | ---------------------- |
| 1            | 2020年12月31日 | ☆    | 3R   | 判定2-0  | 皇治       | 日本 | RIZIN.26               |
| 2            | 2021年12月31日 | △    | 2R   | 判定なし | 那須川天心 | 日本 | RIZIN.33               |
| 3            | 2023年4月23日  | ☆    | 3R   | 判定3-0  | 山岡恭平   | 日本 | KNUCKLE'S 15           |
| 4            | 2024年6月23日  | △    | 3R   | 判定0-0  | 鈴木千裕   | 日本 | KNOCK OUT 2024 “BLAZE” |
| テンプレート |                |      |      |          |            |      |                        |

### グラップリング
| 勝敗 | 対戦相手           | 試合結果                   | 大会名                                                     | 開催年月日     |
| ×    | ショーン・オマリー | 1R 2:47 ギロチンチョーク   | Quintet Ultra                                              | 2019年12月12日 |
| ×    | 桜庭和志           | 5分終了 1-2                | QUINTET FIGHT NIGHT4 in AKITA 秋田ねわざ祭 2019            | 2019年11月30日 |
| ×    | 細川顕             | ポイント0-4                | プロフェッショナル柔術GROUND IMPACT                        | 2015年10月11日 |
| ○    | 中倉三四郎         | 延長戦 ポイント2-0         | ADCC ASIA TRIAL 2011 【77kg未満級 決勝】                   | 2011年2月27日  |
| ○    | 松本光史           | ポイント6-0                | ADCC ASIA TRIAL 2011 【77kg未満級 準決勝】                 | 2011年2月27日  |
| ○    | 山田哲也           | ポイント7-0                | ADCC ASIA TRIAL 2011 【77kg未満級 2回戦】                  | 2011年2月27日  |
| ○    | 山本龍之介         | ポイント2-(-1)             | ADCC ASIA TRIAL 2011 【77kg未満級 1回戦】                  | 2011年2月27日  |
| ×    | シェーン・ローラー | 1R 5:30 チョークスリーパー | Grapplers Quest at UFC Fan Expo Vegas 2010                 | 2010年5月29日  |
| ○    | 永田克彦           | 判定1-0                    | 全日本コンバットレスリング・オープン選手権 【73kg級 決勝】 | 2008年11月30日 |
| ○    | 宇野薫             | 5分3R終了 判定59-56        | G.C.M The CONTENDERS 6                                     | 2001年10月8日  |
| ○    | 星野勇二           | 5分2R終了 判定40-37        | G.C.M The CONTENDERS「Millennium-1」                       | 2001年6月10日  |
| ×    | マット・セラ       | チョークスリーパー         | ADCC 2001 【77kg級 1回戦】                                 | 2001年4月11日  |
| ×    | 三宅靖志           | 5分2R終了 判定27-28        | G.C.M.「CONTENDERS II」                                    | 1999年10月17日 |

### アマチュア総合格闘技
- 5戦4勝1敗

## 獲得タイトル
- コンバットレスリング 69kg級 3位（1998年）
- コンバットレスリング 69kg級 優勝（2001年）
- コンバットレスリング 74kg級 優勝（2002年）
- コンバットレスリング 74kg級 優勝（2003年）
- 第5代修斗世界ウェルター級王座（2001年）
- PRIDE GP 2005ライト級トーナメント 優勝（2005年）
- 初代PRIDE世界ライト級王座（2006年）
- コンバットレスリング 73kg級 優勝（2007年）
- ADCC ASIA TRIAL 2011 77kg未満級 優勝（2011年）

## 表彰
- UFC ファイト・オブ・ザ・ナイト（2回）
- UFC ノックアウト・オブ・ザ・ナイト（1回）
- PRIDE MVP（2005年）
- PRIDE ベストバウト（2005年）
- SHERDOG ファイター・オブ・ザ・イヤー（2005年）
- SHERDOG 殿堂入り（2014年）

## Abaddon
- 週刊ヤングマガジンで連載（2010年15号 - 2012年12号、全2巻）。新宿スワンの著者である和久井健が五味を主人公に描く。和久井が五味の大ファンであることから実現。

## 入場曲
- ON AND ON（OZROSAURUS）
- ROOTS（AA=）
- SCARY -Delete streamin' freq. from fear side-（THE MAD CAPSULE MARKETS）
- THE WAY HOPE GOES (THA BLUE HERB)

### 試合映像
1. ↑  『Full Fight | 矢地祐介 vs. 五味隆典 / Yusuke Yachi vs. Takanori Gomi - 12/31/2017』RIZIN公式YouTubeチャンネル、2017年。
2. ↑  『Full Fight | 五味隆典 vs. メルビン・ギラード / Takanori Gomi vs. Melvin Guillard - RIZIN.11』RIZIN公式YouTubeチャンネル、2018年。
3. ↑  『Full Fight | 五味隆典 vs. 皇治 / Takanori Gomi vs. Kouzi - RIZIN.26』RIZIN公式YouTubeチャンネル、2020年。
4. ↑  『Full Fight | 那須川天心 vs. 五味隆典 / Tenshin Nasukawa vs. Takanori Gomi - RIZIN.33』RIZIN公式YouTubeチャンネル、2021年。

### 補足映像
1. ↑  『【番組】RIZIN CONFESSIONS #5（※試合映像＆五味隆典と矢地祐介による試合振り返りドキュメンタリー番組）』2017年。
2. ↑  『【番組】RIZIN CONFESSIONS #19（※試合映像＆五味隆典による試合振り返りドキュメンタリー番組）』RIZIN公式YouTubeチャンネル、2018年。
3. ↑  『【番組】RIZIN CONFESSIONS #63（※試合映像＆皇治と五味隆典による試合振り返りドキュメンタリー番組）』RIZIN公式YouTubeチャンネル、2020年。
4. ↑  『【番組】RIZIN CONFESSIONS #89（※試合映像＆五味隆典と那須川天心による試合振り返りドキュメンタリー番組）』RIZIN公式YouTubeチャンネル、2021年。